# Бюро долгот
Бюро долгот (фр. Bureau des Longitudes) — традиционное название французской научной организации астрономического направления, основанной в 1795 году.
В современной Франции по существу является национальным институтом небесной механики с некоторыми чертами Академии наук. Членство в нём весьма почётно. Бюро долгот собирается ежемесячно и заслушивает доклады по разным направлениям астрономической науки.

## История
«Бюро долгот» было создано декретом Конвента 25 июня 1795 года (7 мессидора III года Республики) . Основной причиной создания Бюро была необходимость ликвидировать отставание французского флота от английского. В частности, предстояло усовершенствовать методы измерения долготы на море — именно поэтому организацию назвали Бюро долгот и поручили ей разработать новые, более точные и надёжные методы морской навигации. Парижская обсерватория и все другие астрономические организации Франции обязаны были оказывать всемерное содействие Бюро в осуществлении его задач.
В 1854 году круг задач Бюро был модифицирован. Поскольку задача определения долготы к этому времени была решена, основными направлениями исследований Бюро стали:
- стандартизация часов и измерения времени;
- геодезические и астрономические исследования.

Одновременно Парижская обсерватория была выведена из подчинения Бюро.
В 1897 году Бюро выступило с проектом новой, десятичной системы единиц измерения времени. Несмотря на участие Анри Пуанкаре, эта идея не получила никакой международной поддержки, и спустя три года её обсуждение прекратилось.

## Современное состояние
В настоящее время Бюро состоит из двух частей:
- руководящий Комитет из 16 членов и 32 членов-корреспондентов;
- служба расчётов и небесной механики.

Бюро тесно связано с французскими и европейскими космическими проектами.
В 1995 году Бюро отметило своё 200-летие проведением международного симпозиума «Динамика, эфемериды и астрометрия в Солнечной системе» (под эгидой Международного астрономического союза).

## Известные члены Бюро
Первым членами Бюро стали, в частности:
- Астрономы
Луи Антуан де Бугенвиль
Жан-Батист Жозеф Деламбр
Жозеф де Лаланд
Пьер Мешен
- Математики
Жозеф Луи Лагранж
Пьер Симон Лаплас

Во главе Бюро в разное время были Франсуа Араго и Анри Пуанкаре.
Другие известные члены Бюро:
- Жан-Батист Био
- Пьер Оссиан Бонне
- Эмиль Борель
- Луи Франсуа Клеман Бреге
- Фёдор Александрович Бредихин
- Марк Антуан Годен
- Пьер Жюль Сезар Жансен
- Огюстен Луи Коши
- Адриен Мари Лежандр
- Клод Луи Матьё
- Шарль Мессье
- Александр Александрович Михайлов
- Франсуа Перье
- Жозеф Альфред Серре
- Франсуа Феликс Тиссеран
- Эрве-Огюст-Этьен-Альбан Фай
- Камилл Фламмарион
- Арман Ипполит Луи Физо
- Жан Бернар Леон Фуко
- Томас Юнг

## Научные публикации Бюро
- Connaissance des temps, ежегодник астрономических эфемерид.
- Annuaire du Bureau des longitudes, общедоступный альманах и календарь.
- Éphémérides nautiques, (с 1889) — морская навигация.
- Éphémérides aéronautiques, (с 1938) — воздушная навигация.

## Интернет
- Двести лет Бюро долгот.
- Официальный сайт Бюро долгот (фр.)
- Le Bureau des longitudes (фр.)